# Йорк, Джон Мэннерс, 7-й граф Хардвик
Капитан Джон Мэннерс Йорк, 7-й граф Хардвик (англ.  John Manners Yorke, 7th Earl of Hardwicke; 30 октября 1840 — 13 марта 1909) — британский военно-морской командир и пэр. Он был известен с 1840 по 1904 год как Достопочтенный Джон Йорк.

## Биография
Родился 30 октября 1840 года. Второй сын адмирала Чарльза Йорка, 4-го графа Хардвика (1799—1873), и достопочтенной Сьюзен Лидделл (1810—1886), дочери Томаса Лидделла, 1-го барона Райвенсворта. Старший брат — Чарльз Йорк, 5-й граф Хардвик (1836—1897).
Как и его отец, он служил в Королевском флоте и получил чин капитана в 1854 году.
С 1870 по 1874 год он был инспектором береговой охраны в Фолкстоне в графстве Кент. Заместитель лейтенанта и мировой судья в графстве Кембриджшир.
29 ноября 1904 года после смерти своего бездетного племянника Альберта Йорка, 6-го графа Хардвика (1867—1904), 64-летний Джон Йорк унаследовал титулы 7-го графа Хардвика, 7-го виконта Ройстона и 7-го барона Хардвика из Хардвика, став членом Палаты лордов.
Лорд Хардвик скончался в марте 1909 года в возрасте 68 лет, и ему наследовал его старший сын Чарльз. Графиня Хардвик умерла в июле 1930 года.

## Семья
9 января 1869 года Джон Йорк женился на Эдит Мэри Освальд (? — 27 июля 1930), дочери Александра Холдейна Освальда и леди Луизы Элизабет Фредерики Крейвен. У супругов было пятеро детей:
- Чарльз Александр Йорк, 8-й граф Хардвик (11 ноября 1869 — 1 февраля 1936), старший сын и преемник отца.
- Достопочтенный Альфред Эрнест Фредерик Йорк (11 июля 1871 — 24 августа 1928)[1]
- Достопочтенный Клод Джон Йорк (17 октября 1872 — 15 сентября 1940)[1]
- Достопочтенный Бернард Эллиот Йорк (5 июня 1874 — 23 декабря 1943)[1]
- Леди Сьюзен Йорк (7 мая 1881 — 21 августа 1965), 1-й муж с 1910 года капитан Огастес Артур Корнуоллис Фиц-Кларенс; 2-й муж с 1920 года — полковник Уиндем Линдси Берч (один сын от второго брака).